# Tacora
Tacora je vulkanický komplex nacházející se na hranicích Chile a Peru. Komplex je tvořen dvěma vulkanickými centry Tacora (jižněji umístěný) a Chupiquiña, která leží severněji. Sopka je tvořena převážně andezity, její vrchol je pokryt ledovcem. Na východní straně komplexu se nacházejí aktivní fumaroly, v sedle mezi centry i jiné hydrotermální aktivity.